# Château des Granges (Suilly-la-Tour)
Pour les articles homonymes, voir Château des Granges (homonymie).
Le château des Granges est situé sur la commune de Suilly-la-Tour, dans le département de la Nièvre en région Bourgogne-Franche-Comté. 

## Historique
Le château fait l’objet d’une inscription au titre des monuments historiques depuis le  4 février 1974 et le 22 mars 1983.

## Galerie

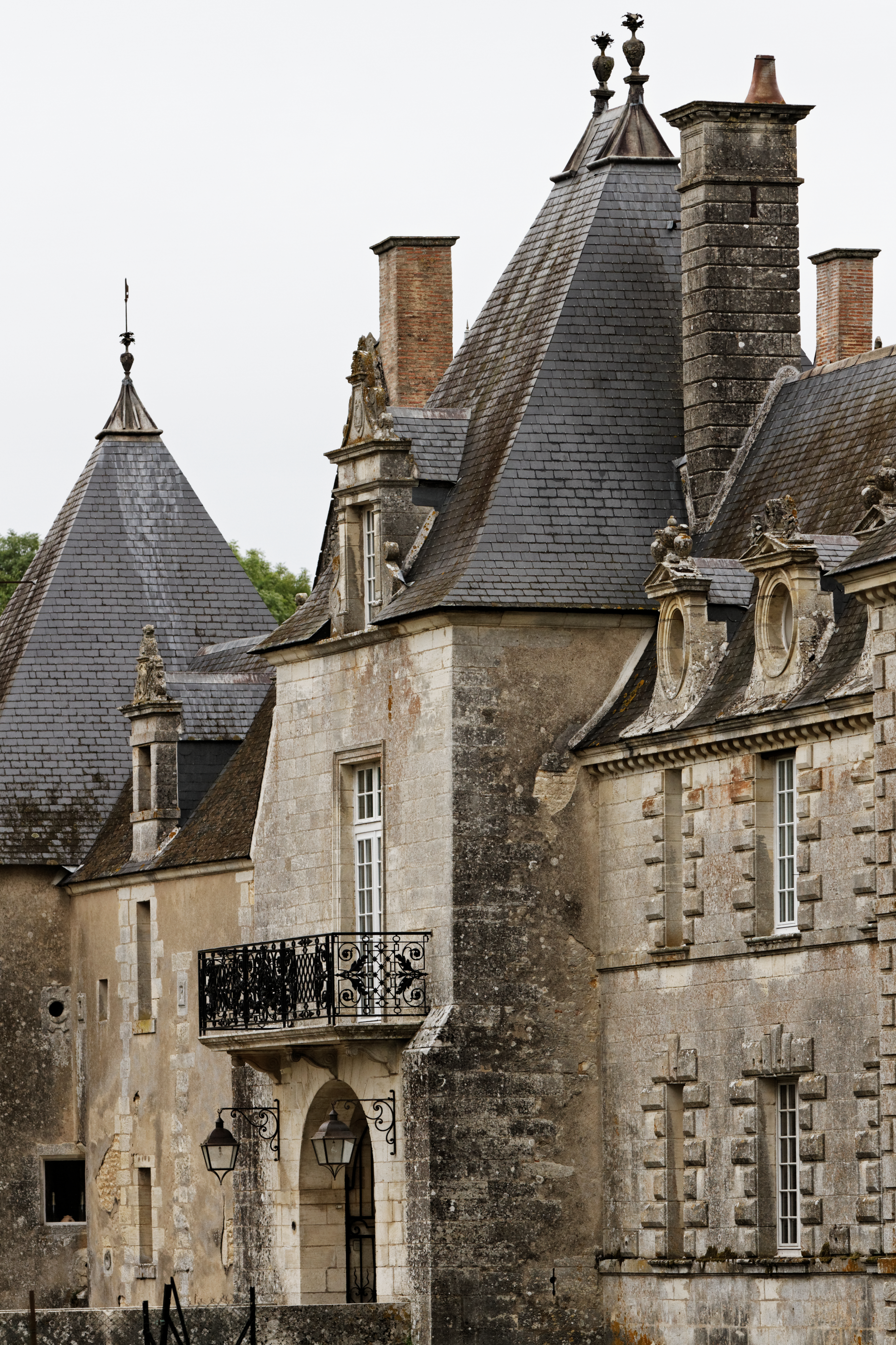
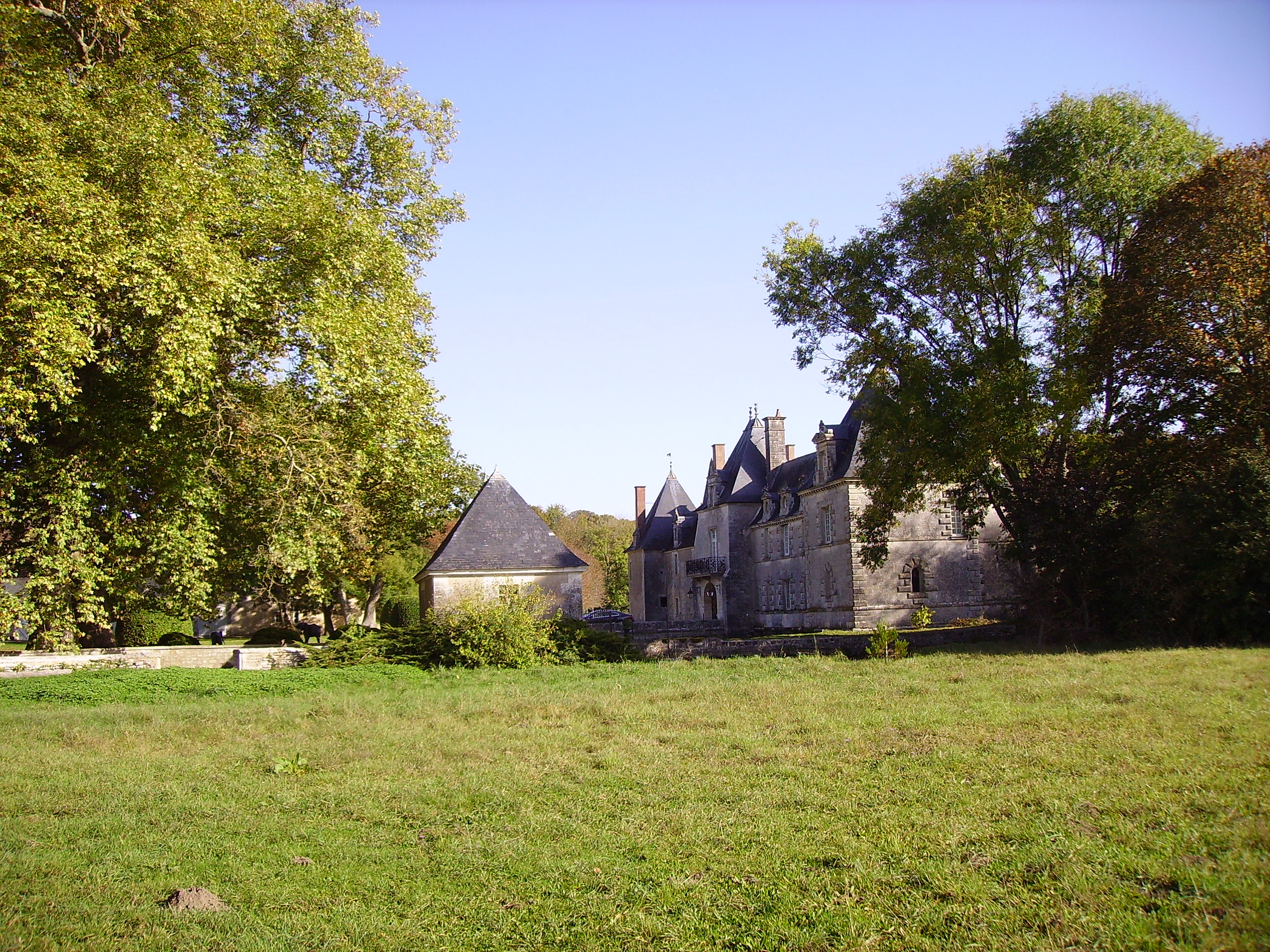
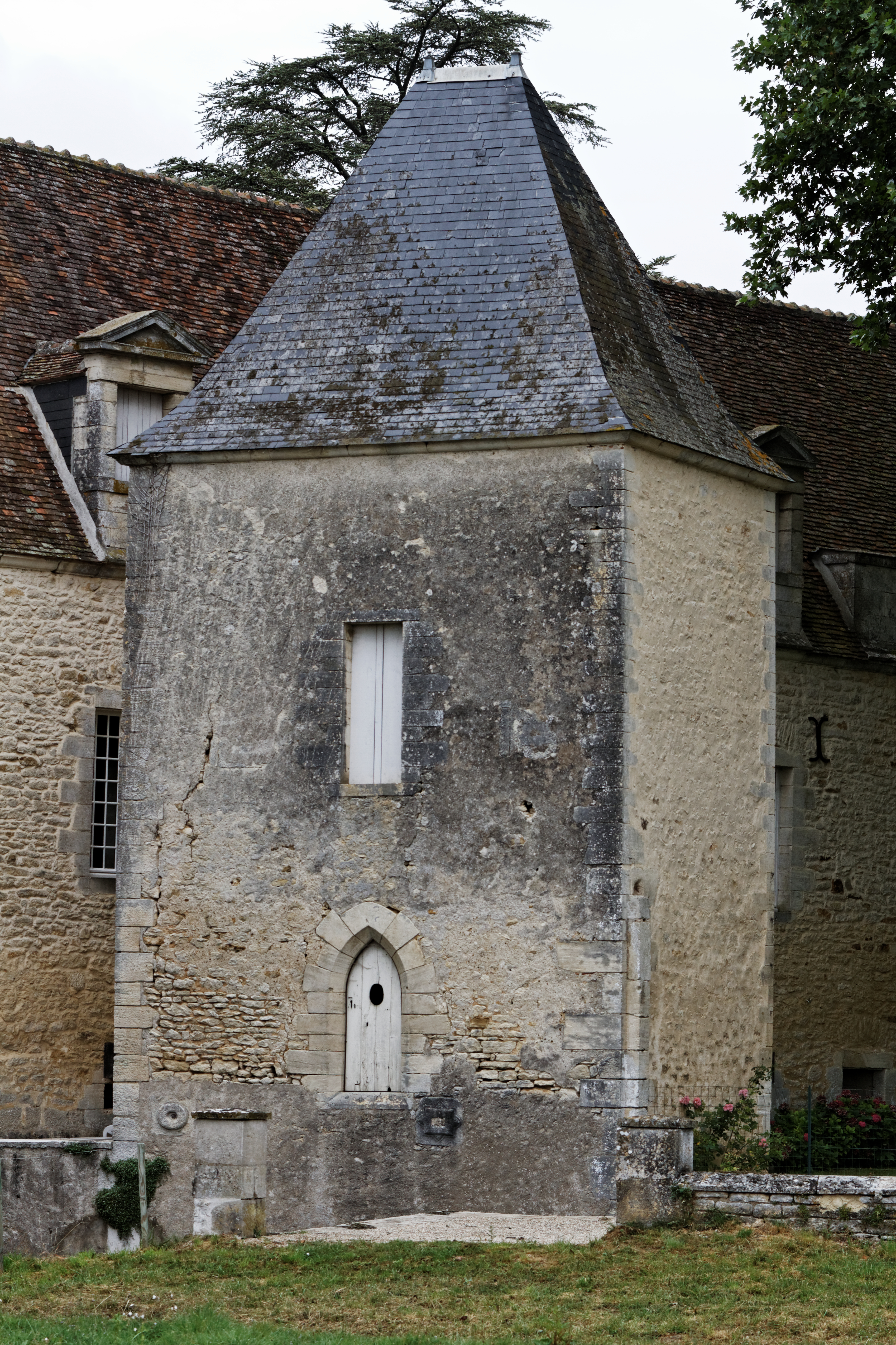